# Grażyna Tadrzak
Grażyna Tadrzak, z d. Ostrowska (ur. 7 października 1967, zm. 30 września 2023 w Warszawie) – polska lekkoatletka, płotkarka, specjalizująca się w biegu na 100 metrów przez płotki, mistrzyni Polski.

## Kariera sportowa
Była zawodniczką Warszawianki.
Na mistrzostwach Polski seniorek na otwartym stadionie wywalczyła dwa medale w biegu na 100 m ppł - złoty w 1988 i srebrny w 1987. 
Rekord życiowy na 100 m ppł: 13,53 (5.06.1988).